# 市川春樹
市川 春樹（いちかわ はるき、1992年2月12日 - ）は、日本の元女優。旧芸名、成田 知香。宮城県出身。スターダストプロモーションに所属していた。

## 出演

### テレビドラマ
- 爆竜戦隊アバレンジャー 第17話（2003年6月8日、テレビ朝日） - マホロ（幼少期） 役
- クニミツの政（2003年、関西テレビ）
- MAGISTER NEGI MAGI 魔法先生ネギま! 第1 - 15話（2007年10月3日 - 2008年1月16日、テレビ東京） - 桜咲刹那 役

### バラエティ
- Harajukuロンチャーズ（2002年4月 - 2003年9月、BS朝日）
- フューチャービーンズ〜みらい豆（2004年10月 - 2005年4月、TBS）

### 映画
- あそこの席（2005年9月3日） - 関綾乃 役
- ルート225（2006年3月11日） - クマノイさん 役
- 妖怪奇談（2007年1月13日） - 佐伯まな 役
- 彩恋 SAI-REN（2007年8月4日）
- 世界で一番美しい夜（2008年5月24日） - ミドリ 役

### CM
- ニンテンドーDS「くりきん ナノアイランドストーリー」（2007年）

### 雑誌
- ラブベリー（徳間書店） - 専属モデル

### 写真集
- 青春トーキョースクールガール（2004年8月、ブックマン社）

### DVD
- 原生凛I・II（2005年6月24日）